# Eucalyptus peeneri
Eucalyptus peeneri är en myrtenväxtart som först beskrevs av William Faris Blakely, och fick sitt nu gällande namn av Pryor, Charles Johnson och Boomsma. Eucalyptus peeneri ingår i släktet Eucalyptus och familjen myrtenväxter. Inga underarter finns listade i Catalogue of Life.